# کالکونی، لتونی
کالکونی (به لاتین: Kalkūni) یک روستا در لتونی است که در شهرداری دوگوپیلس واقع شده‌است. کالکونی ۱٬۱۳۲ نفر جمعیت دارد.